# لوسيندا وليامز (منافسة ألعاب القوى)
لوسيندا وليامز (بالإنجليزية: Lucinda Williams)‏ هي منافسة ألعاب القوى أمريكية، ولدت في 10 أغسطس 1937 في سافانا في الولايات المتحدة.

## وصلات خارجية
- لوسيندا وليامز على موقع اللجنة الأولمبية الدولية (الإنجليزية)
- لوسيندا وليامز على موقع أوليمبيديا (الإنجليزية)